# عضلة مائلة داخلية
 العضلة المائلة الداخلية أو العضلة المنحرفة الباطنة  (باللاتينية: Musculus obliquus internus abdominis).

## المنشأ
تنشأ من:
- الثلثين الوحشيين للرباط الإربي
- الثلثين الأماميين للعرف الحرقفي
- الوجه البطاني للفافة القطنية التي تغطي العضلة المربعة القطنية

## المرتكز
ترتكز على:
- الأضلاع الثلاثة السفلية وغضاريف هذه الأضلاع
- ناتئ الرهابة
- عرف العانة
- حديبة العانة
- ارتفاق العانة

## الرباط المنضم
(بالإنجليزية: Conjoint tendon)
هو رباط يتكل من انضمام الألياف السفلية للعضلة المنحرفة الباطنة إلى الألياف السفلية للعضلة المعترضة البطنية.

## معرض صور

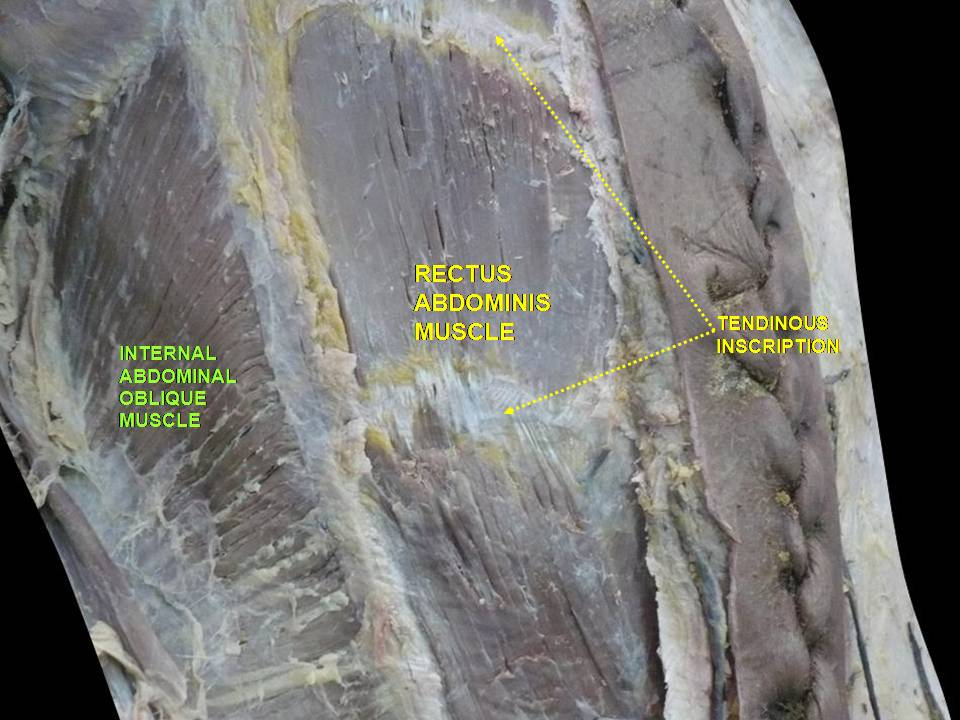
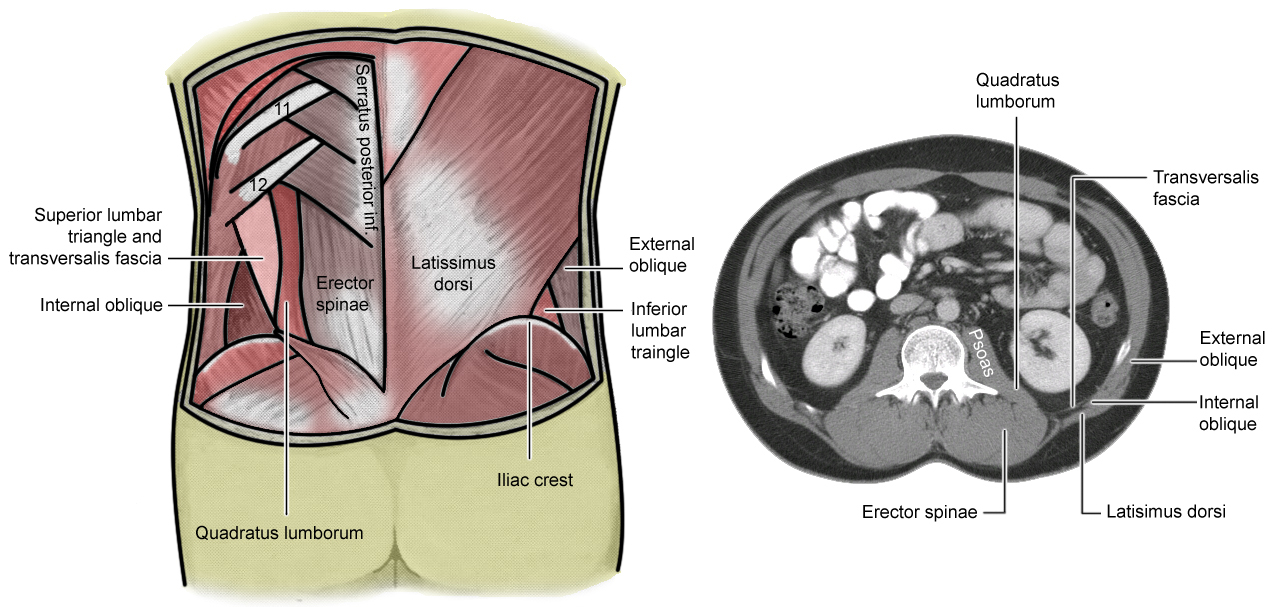
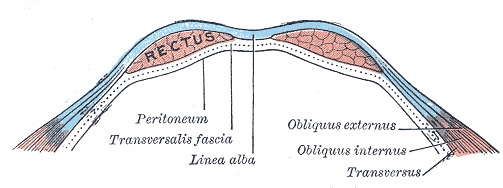
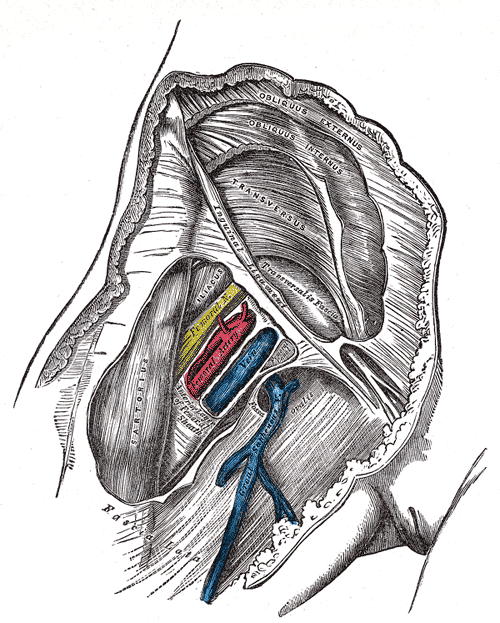
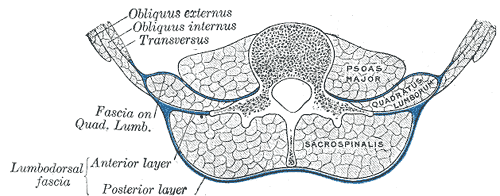

## روابط خارجية
- -120586161 في مفكرة المُمارِس العام
- المنشأ والمرتكز والتعصيب للعضلة على موقع مدرسة طب شيكاغو ستيرتش في جامعة ليولا
- شكل تشريحي: 35:07-05 على موقع مركز سوني دونستات الطبي (تشريح بشري عبر الإنترنت).
- صور تشريحيَّة:7526 على موقع مركز سوني دونستات الطبي.
- internal+oblique+muscle في قاموس إي ميديسين